# Nikauré
Nikauré (n(ỉ)-k3.w-rˁ) ókori egyiptomi herceg és vezír volt a IV. dinasztia idején; Hafré fáraó és Perszenet királyné fia. Felesége Nikanebti volt, Hathornak, a szikomorfa úrnőjének papnője.
Szülei kilétét nem lehet teljes bizonyossággal megállapítani; sírja elhelyezkedése alapján feltételezik, hogy Hafré és Perszenet fia volt.
Nikauré sírja a gízai nekropoliszban lévő LG 87-es masztabasír (a Lepsius által bevezetett számozás szerint), más néven a G 8158-as sír. Két fő helyiségből áll, melyek egymás után következnek. Az első helyiségből kisebb helyiség nyílik nyugat felé, ez valószínűleg nem volt az eredeti terv része és később épült. A második helyiség szélesebb, ebből két akna vezet a föld alatti sírkamrákhoz.
A sírban fennmaradt Nikauré végrendelete, amely „a nagy- és aprójószág számlálása tizenkettedik előfordulásának évében” (Hafré uralkodásának 24. évében) keletkezett. Nikauré örököseként feleségét, Nikanebtit, fiát, Nikaurét, lányát, Hotephereszt és másik fiát, Kaennebtiwert nevezi meg örököseiként. Az a birtokrész, amelyet egy valószínűleg már meghalt lányuk kapott volna, visszaszáll Nikanebtire.

## Fordítás
- Ez a szócikk részben vagy egészben  a   Nikaure című angol Wikipédia-szócikk ezen változatának fordításán alapul.  Az eredeti cikk szerkesztőit annak laptörténete sorolja fel. Ez a jelzés csupán a megfogalmazás eredetét és a szerzői jogokat jelzi, nem szolgál a cikkben szereplő információk forrásmegjelöléseként.